# Stilobezzia blantoni
Stilobezzia blantoni är en tvåvingeart som beskrevs av Lane och Oswaldo Paulo Forattini 1956. Stilobezzia blantoni ingår i släktet Stilobezzia och familjen svidknott.
Artens utbredningsområde är Panama. Inga underarter finns listade i Catalogue of Life.